# Ерреруела
Ерреруела (ісп. Herreruela) — муніципалітет в Іспанії, у складі автономної спільноти Естремадура, у провінції Касерес. Населення — 378 осіб (2010).
Муніципалітет розташований на відстані близько 290 км на захід від Мадрида, 45 км на захід від Касереса.

## Демографія
Динаміка населення (INE ):